# PopPixie
PopPixie is een Italiaanse animatieserie bedacht door Iginio Straffi. Het is een spin-off van Winx Club. De serie werd in Nederland en België door Nickelodeon uitgezonden.

## Verhaal
Het gaat in deze serie over avonturen van elfjes en aanverwante fantasiefiguren, maar vooral over Pixies. In (bijna) elke aflevering verdient een Pixie een MagicPop. Die krijgt de Pixie van de Boom des levens door zijn of haar talent te ontdekken. Met een MagicPop kan je veranderen in een PopPixie, hetgeen de droom van elke Pixie is.

## Hoofdpersonen

### Pixies
AmoreDe Pixie van Liefde. Ze heeft een winkel in Pixiestad waar ze liefdesdrankjes verkoopt. Ze is het hechtelfje van Stella.
CaramelZij heeft een beroemde bakkerij in Pixiestad, de Molly Moo. Ze is de tweelingzus van Martino. Zij is de Pixie van Superkracht.
CherieCherie is de rijkste Pixie in Pixiestad. Het weer verandert op basis van haar emoties. Zodra ze woedend is gaat het bliksemen. Daarom is ze de Pixie van het Weer. Ze woont in Villa Oliander.
LocketteDe Pixie die altijd de weg weet. Ze is daarom ook de PopPixie van de wegen en sleutels en poorten. Ze werkt in het Pixie Plaza. Zij is het hechtelfje van Bloom.
ChattaDe Pixie van het Praten. Ze is journalist en kletst altijd. Zij is het hechtelfje van Flora.
TuneDe Pixie van de Etiquette. Ze is het hechtelfje van Musa.
DigitDe Pixie van de Technologie. Ze weet alles over technologie. En ze is het hechtelfje van Tecna.
PiffDe Pixie van de Zoete Dromen. Daarom slaapt ze (bijna) altijd. Zij is het hechtelfje van Layla.
MartinoHij is de Pixie van Acrobatiek, en werkt in de Molly Moo. Hij is de tweelingbroer van Caramel.
FixitHij werkt in de speelgoedwinkel van de Gnome Augustus waar hij het allernieuwste speelgoed maakt. Hij is de Pixie van de Technomagie.
PamZij is de Pixie van de Vingervlugheid, en heeft een kapsalon in Pixiestad.
ZingDe Pixie van de Insecten.

### Elfen
RexDe verloofde van Maxine.
MaxineZij is de verloofde van Rex.
FloxyHij is de verloofde van Narcissa. Hij wil van haar af, maar is te bang. Hij houdt ervan om bij de Molly Moo te stelen.
NarcissaZij is de verloofde van Floxy.
YuccaZij is de verloofde van Lenny.
LennyHij is de verloofde van Yucca.

### Gnomen
AugustusHij is de eigenaar van de speelgoedwinkel waar Fixit werkt. Door Fixit is zijn speelgoedwinkel een succes geworden, maar hij probeert altijd zijn salaris te verkleinen.
GrindHij is de baas van de Pixiestad Bank.
RolloHij is de eigenaar van het Pixie Plaza. Het duurste en beroemdste hotel in Pixiestad. Lockette werkt in het Pixie Plaza.
RonfHij is de luiste gnome in Pixiestad.

## Afleveringen
| Seizoen | Afleveringen | Uitgezonden     | Uitgezonden    | Uitgezonden   | Uitgezonden    |
| Seizoen | Afleveringen | Start seizoen   | Seizoensfinale | Start seizoen | Seizoensfinale |
| ------- | ------------ | --------------- | -------------- | ------------- | -------------- |
| 1       | 52           | 10 januari 2011 | 22 maart 2011  | Onbekend      | Onbekend       |